# Louisa Stuart Costello
Louisa Stuart Costello (1799. október 9. – 1870. április 24.) angol írónő, Dudley Costello testvére. Apja James Francis Costello volt, aki a Napóleon elleni harcokban vesztette életét. Louisa Stuart Costello az angol irodalom több kiemelkedő alakját is ismerte személyesen, többek között Walter Scottot, Charles Dickenst, George Byront és Thomas Moore-t. Művei kedvelt olvasmányoknak számítottak.

## Művei
- A summer amongst the bocages and the vines (1840)
- The queen mother, a romance (1841)
- A pilgrimage to Auvergne (1842)
- Gabrielle (1843)
- Memoires of eminent English-women (1844)
- Bearn and the Pyrences (1844)
- The orse garden of Persia (1845)
- The falls, lakes and mountains of North Wales (1845)
- A tour to and from Venice (1846)
- Songs of a Burgundy (1853)
- Anne of Britany (1855)
- The lay of the stork (1856)

## Fordítás
- Ez a szócikk részben vagy egészben  a   Louisa Stuart Costello című angol Wikipédia-szócikk fordításán alapul.  Az eredeti cikk szerkesztőit annak laptörténete sorolja fel. Ez a jelzés csupán a megfogalmazás eredetét és a szerzői jogokat jelzi, nem szolgál a cikkben szereplő információk forrásmegjelöléseként.